# Siegfried Pörnbacher
Siegfried Pörnbacher (* 15. November 1914 in Olang; † 18. August 2006 ebd.) war ein Südtiroler Maler.

## Leben
Pörnbacher wurde in dem in der Nähe des Olanger Bahnhofs gelegenen Haus seiner Eltern geboren, was ihm später den örtlichen Übernamen „Bahnhof-Siegfried“ eintrug. Seine frühe Begabung für Zeichnen und Malen führte ihn in jungen Jahren nach Brixen, wo er bei C. Vallazza eine Ausbildung zum Dekorations- und Bühnenmaler aufnahm. Er musste diese aufgrund des frühen Todes des Vaters frühzeitig abbrechen, um der Mutter im elterlichen Betrieb beizustehen. Im Kriegsdienst bei der Wehrmacht zog er sich 1943 eine schwere Kopfschussverletzung zu, die zu seiner Einlieferung in das Wiener Kriegslazarett führte. Der dortigen Begegnung mit Akademieprofessor Otto Götzinger verdankte er einen Studienplatz an der Graphischen Lehr- und Versuchsanstalt Wien. Ebenso nahm er Privatunterricht bei den Josef Seger (Grafik) und Rudolf Pleban (Monumentalmalerei), zwei Professoren der Akademie der bildenden Künste Wien, ab 1945 auch bei Peter Fellin in Meran und bei Stefan Praschl in Wien. 1954 endete der Wienaufenthalt mit dem erfolgreichen Abschluss der Meisterklasse.
Ab 1954 bis kurz vor seinem Tod arbeitete Pörnbacher als freischaffender Künstler in seinem Atelier in Bruneck und gestaltete zahlreiche öffentliche Aufträge, vor allem im Bereich der Freskomalerei. Zwischen 1960 und 1970 wirkte er zudem als Kunsterzieher.

## Werke (Auswahl)
- Bauern bei der Feldarbeit, 1954, Fresko im Kommissionssaal des Landtagsgebäudes in Bozen
- Erzengel Michael, 1955, Fresko an der Nordfassade der St.-Ägidius-Kirche in Mitterolang
- Fresko zur Gründungssage der Geiselsberger St.-Wolfgangs-Kirche, Neue Grundschule Geiselsberg
- Die Hinrichtung Peter Sigmayrs, 1977, Fresko an der Straßenfassade des Baumgartnerstöckls (Tharer Stöckl) in Mitterolang[1]

## Auszeichnungen
- 1972: Ernennung zum Counsellor der University of Toronto
- 1972: Ernennung zum Senator der Accademia dei Cinquecento in Rom
- 1975: Ehrenmedaille der Stadt Monte Carlo
- 1976: Medaille der Stadt Luxemburg
- 1978: Auszeichnung des Europaparlaments